# ترانسفورماتور جریان

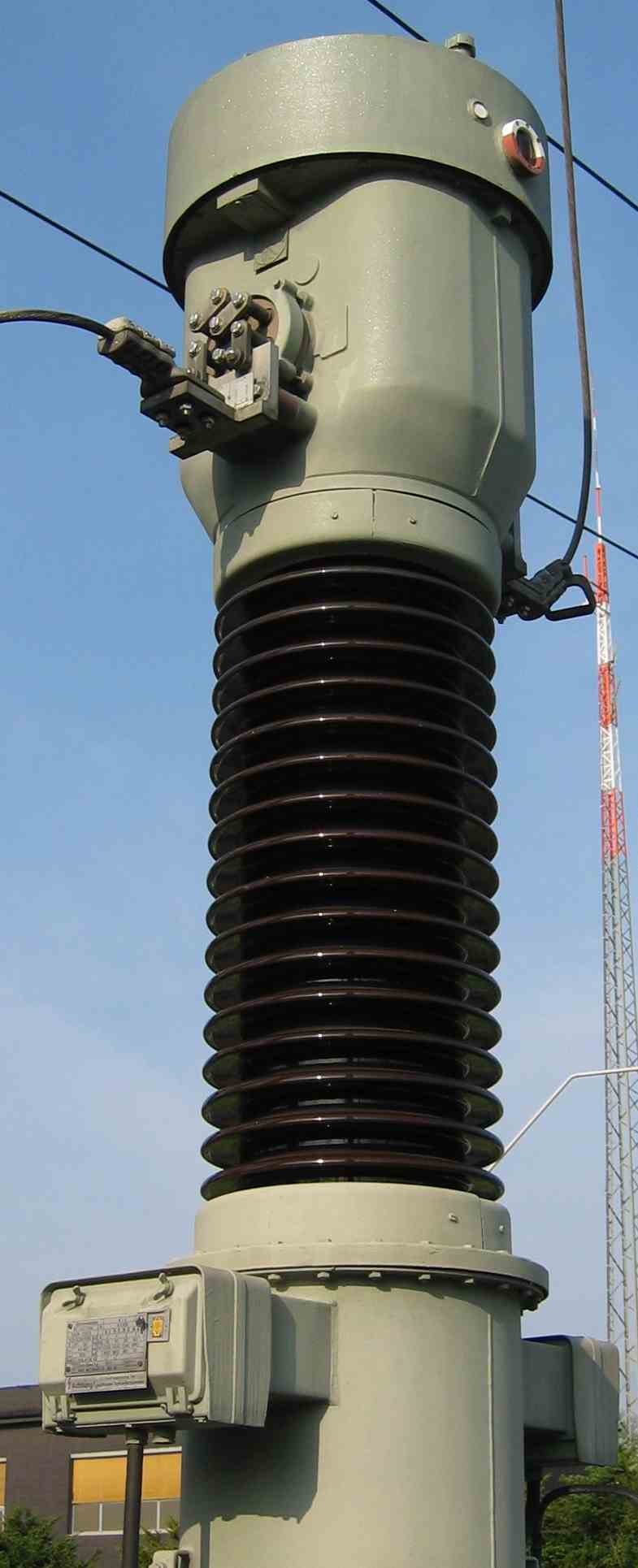
یک ترانس جریان برای کار در شبکهٔ 110kV.

ترانسهای جریان یا (current transformer (CT برای نمونه‌گیری جریان به نسبت گذر جریان از سیم پیچ اولیه خود و القای آن در سیم پیچ ثانویه کاربرد دارند. این ترانسفورمرها برای حفاظت و اندازه‌گیری در ابتدای توان راه‌های ورودی به پستها و همچنین در ورودی ترانس توان و ورودی ثانویه ترانس و همچنین در خروجی‌های پست و نقاط کلیدی دیگر که نیاز است جریان در آن نقطه تحت نظر باشد به کار گرفته می‌شود که هر کدام از این نقاط با ترانس ویژه به خود چه از نظر جداگری و ساختمان و چه از دید نیرو و دقت (ریزسنجی)، نصب و به کار برده می‌شوند.
ترانسفورماتور جریان از دو سیم پیچ اولیه و ثانویه پدید آمده که جریان واقعی در پست از اولیه گذر نموده و در پی گذر این جریان و فراخور آن، جریان کمی (نزدیک به چند آمپر) در ثانویه پدید می‌آید. ثانویه این ترانسها با اندازه کمتری از اولیه خود که تا حد بسیار بالایی همه ویژگی‌های جریان در سیم پیچ اولیه خود را دارد به ابزار فشار ضعیف پست و رله‌ها و نشان دهنده‌ها متصل می‌شوند. ثانویه این ترانسها دارای سیم پیچ با دورهای بیشتری نسبت به اولیه است که اغلب تنهاشامل یک شمش یا چند دور از شمش است ساخته می‌شود.
نکته‌ای که قابل ملاحظه و چشمگیر است، اندازه در تعداد دور سیم پیچ است که باید به نسبت خواسته شده رسید. در ثانویه سیم‌های دور هسته سیم‌های لاکی هستند. هسته‌های حفاظتی بدون در نظر داشتن تصحیح دور ساخته می‌شوند ولی در هسته‌های اندازه‌گیری برای رسیدن به بارها و دقت‌های مورد نیاز تصحیح دور انجام می‌شود. اندازه بار در ثانویه، از نکته‌های دیگر است که در طراحی برینه (سطح مقطع) سیم پیچ سودمند است. این ترانسها هم باید در حالت و شرایط عادی و هم در شرایط اضطراری مانند جریان زیاد یا هر خطایی که ممکن است پدید آید توانایی اندازه‌گیری ونمونه‌گیری جریان را داشته باشد.
یکی ازمهمترین نمونه‌ها در ساختمان یک ترانس جریان، تفاوت ولتاژ بسیار بالا بین اولیه و ثانویه می‌باشد زیرا ولتاژ اولیه همان ولتاژ نامی پست است، با اینکه ولتاژ ثانویه خیلی پایین می‌باشد که با توجه به این مورد بایستی بین اولیه و ثانویه ایزولاسیون کافی وجود داشته باشد. ترانسفورماتورهای جریانی که در پست‌های فشارقوی به کار گرفته می‌شوند، دارای جداساز کاغذ و روغن (همزمان) می‌باشند.

## دسته‌بندی ترانسفورماتورهای جریان از دید ساختمانی

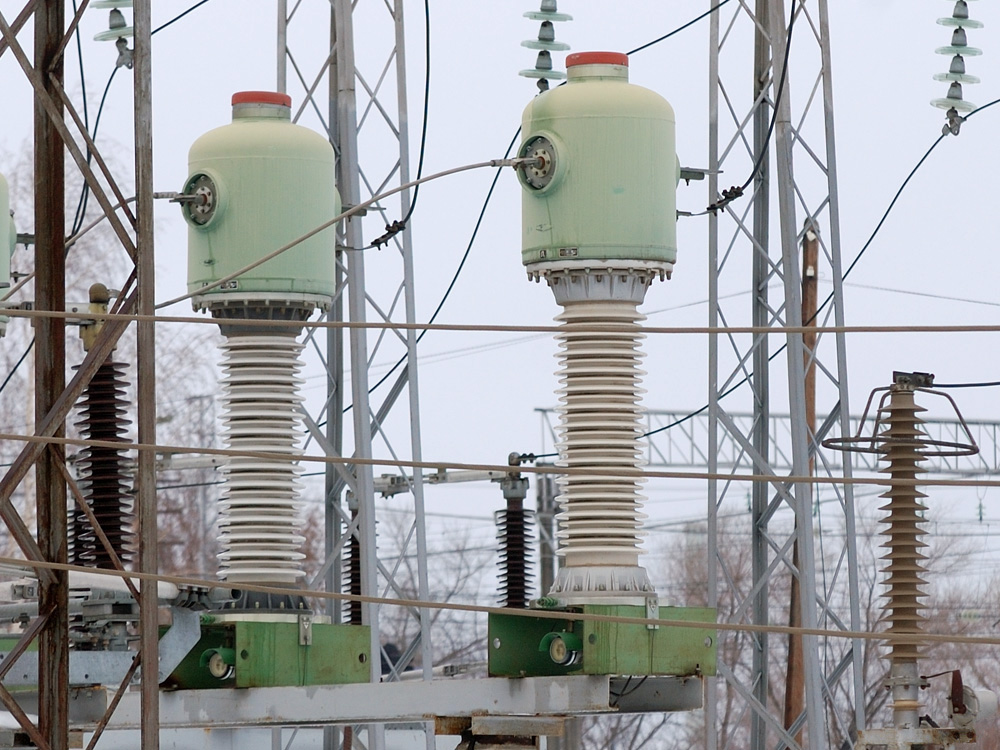
ترانس جریان 110 KV SF_{6}سری TGFM, روسیه

شالوده و طراحی این ترانسفورماتورها نیز بستگی به سازنده آن دارد، ولی روی هم رفته ترانسفورماتورهای جریان از دید ساختمانی در گونه‌های مختلف زیر ساخته می‌شوند:
1. CTهای هسته پایین
2. CTهای هسته بالا
3. نوع شاخی(Bushing)
4. نوع شمشی
5. نوع چنبره‌ای

۶- نوع چهارچوبی یا رزینی (Castin Resine)

### ترانسهای جریان هسته پائین یا Tank type
در این نوع، سیم پیچ اولیه در درون یک بوشینگ "U" شکل جای دارد، بگونه‌ای که بخش پایین "U" در درون یک تشت جای گرفته و در این حالت پیرامون اولیه بوسیله کاغذ جدا شده و در روغن شناور می‌باشند در این حالت تشت فلزی از تظر الکتریکی حفاظت می‌شود. سیم پیچی‌های ثانویه مانند زنجیره، هادی اولیه را در بر می‌گیرند. در این شالوده، در ازای اولیه کمابیش بسیار بوده و گذر جریان باعث گرم شدن ترانس گردش می‌گردد. استفاده از این نوع ترانس‌های گردش بیشتر در زمان‌هایی است که چندین هسته و نیز پیوستارهای بسیار در نخستین برای دسترسی به نسبت‌های مختلف گردش نیاز باشد.
در این ترانسها ترکیب روغن به همراه دانه‌های ریز کوارتز ناب است که کمینه شدن ابعاد ترانس را در پی دارد.
تشت روغن کاملاً آب‌بندی است و نیاز به بازبینی و نگهداری ندارد.

### ترانسهای جریان هسته بالا
در این نوع ترانسها راه عبوری در نخستینه بسیار کوتاه می‌شود. هادی نخستین از درون یک زنجیره گذر کرده و سیم پیچ دومینه دور هسته حلقوی پیچیده شده‌است؛ که ثانویه آن در بخش بالا بوده و به نام "Top Core " یا "Inverted" مشهور می‌باشند. همه سیم پیچ‌ها در درون جداگری از روغن جای دارد و سرهای دومینه به دست سیم‌های عایق شده از درون یک لوله به بسته پایانه راهبری می‌شود. برای ایجاد جداگر کافی بین دومینه و نخستین در فراگرد و اطراف سیم پیچ دومینه شمار فراوانی دور کاغذ که با توجه به ولتاژ ترانسفورماتورها تعیین می‌گردد، پیچیده می‌شود و فضای تهی بین کاغذ و نخستینه نیز با روغن انباشته می‌شود. در ولتاژهای بالا می‌تواند که سیم پیچ ثانویه در یک چهارچوب آلومینیومی جاسازی شود.
در هر دو حالت بالا بایستی کوشش شود که به هیچ عنوان هوا یا ریزه‌های دیگر به درون تشت ترانسفورماتورهای گردش رخنه ننموده باشد، از این رو در بالای ترانسفورماتورها بایستی فضای تهی پدیدآورد که برای ایزوله نمودن از هوا، از فولاد یا تفلون یا دریچه لاستیکی (ارتجاعی) بهره‌گیری می‌شود که در پی گستردگی و فشردگی روغن بالا و پایین می‌روند. در برخی از شالوده‌ها نیز تشت بالای روغن را از گاز نیتروژن پر می‌کنند.

### ترانس‌های جریان بوشینگی
در برخی از دستگاه‌ها مانند کلیدهایی از نوع "Dead Tank Type" یا ترانسفورماتورهای توان و رآکتورها برای صرفه‌جویی می‌توان دومینه یک ترانس گردش را در داخل بوشینگ دستگاه‌ها گذاشت، به گونه ایکه نخستینه آن با اولیه دستگاه مشترک باشد. این نوع ترانس را ترانسفورماتورهای جریان از نوع بوشینگی می‌نامند. در ولتاژهای پایین نیز می‌تواند از رزین با نام ماده جامد جداگری بهره گرفت که این نوع ترانسفورماتورهای جریان تا ولتاژ ۶۳ کیلوولت کاربرد بیشتری دارند و هم‌اکنون سازندگان گوناگون کوشش می‌نمایند که این برنامه را برای ولتاژهای بالاتر نیز به کار برند.

### ترانس جریان نوع چهارچوبی یا رزینی
از این نوعCTها بیشتر در مناطق گرمسیری و برای جلوگیری از رخنه نم و گرد و خاک به درون CT بهره‌گیری می‌شود و تا سطح ولتاژ ۶۳ کیلو ولت و گردش ۱۲۰۰ آمپر بیشتر برنامه‌ریزی نشده‌اند.
این ترانسها برای جداسازی چرخه‌های حفاظتی واندازه‌گیری از چرخه پرفشار (High voltage)و تبدیل مقادیر جریان یا ولتاژ به میزان یاد شده بکار می‌روند. این نوع ترانسها قابل سوار کردن در تابلوهای فشار متوسط است. جداگر این نوع ترانسها از نوع اپوکسی رزین است که در خلأ ریخته‌گری می‌شود و با ویژگی‌های عایقی و مکانیکی مناسب ساخته می‌شود.

## بخش‌بندی ترانس‌های جریان از دید کاربرد
ترانس‌های جریان از دید کاربرد هسته به دو نوع بخش می‌شوند:

### ترانس‌های جریان با هسته اندازه‌گیری
ترانس‌های جریان با هسته اندازه‌گیری وظیفه دارند که نزدیک جریان نامی و روزانه شبکه از دقت و ریزسنجی موردنیاز برخوردار باشند؛ و این نوع هسته‌ها باید در گردش‌های اتصالی کوتاه به انباشتگی (اشباع) (Saturation) رفته و از افزایش جریان در ثانویه جلوگیری کنند و از این رو دستگاه‌های اندازه‌گیری در سوی ثانویه را از سوختن و آسیب دیدن بازدارند.

### ترانس‌های جریان با هسته پناهی (حفاظتی)
ترانس‌های جریان با هسته پناهی باید در جریانهای اتصال کوتاه هم بتوانند دقت نیاز را داشته و دیرتر به اشباع رفته تا بتوانند هماهنگ با افزایش گردش در نخستینه، آن را در ثانویه نمایان کرده و با شناسایی این افزوده گردش در دومینه از سوی پناه افزارها فرمان برش یا تریپ به کلیدهای مربوطه داده تا بخش‌های اتصالی شده و آسیب دیده از شبکه جدا شوند.

## مشخصات استاندارد ترانس‌های گردش
برخی از مشخصات ساختنامه (Nameplate) ترانس‌های گردش به شرح زیر است:

### توان نامی ترانس جریان
توان نامی ترانس جریان یکسان حاصلضرب گردش دومینه نامی و افت ولتاژ چرخه بیرونی دومینه پدید آمده از این گردش می‌باشد. شماره‌های استاندارد نیروهای نامی به این‌گونه ند:
2.5 – 5 – 10 – 15 – 30 VA
که البته شماره‌ها بالاتر در ترانسها قابل برنامه‌ریزی و ساخت نیز می‌باشد.

### کلاس دقت ترانس‌های جریان
اندازه خطای CTها با توجه کلاس دقت آن‌ها شناخته می‌گردد. کلاس دقت (ریز سنجی) CT برای هسته اندازه‌گیری و حفاظت به دو شکل مختلف بیان می‌گردد. برای هسته اندازه‌گیری درصد خطا را در جریان نامی ارائه می‌کنند.
برای نمونه، کلاس دقت CL=۰٫۵ یعنی ۵/۰٪ خطا در گردش نامی CTهای اندازه‌گیری را کمابیش کلاس دقت‌های ۰٫۱– ۰٫۲ – ۰٫۵– ۱–۳ – ۵ – مشخص می‌کنند و در کاتالوگ‌ها و ویژگی نامه‌های کالاها به گونه 2/0:cl 5/1200 c.t: نمایش داده می‌شود. همچنین باید توجه داشت اگر بر روی نیم پلیت‌ها 800c نوشته شود یعنی ولتاژ اتصال کوتاه اگر از ۸۰۰ ولت بالاتر رود ct به حالت انباشتگی خواهد رفت.
برای ترانس‌های جریان حفاظتی درصد خطای جریان را برای چند برابر جریان نامی به گونه xPy بیان می‌کنند. %x خطا در y برابر گردش نامی برای نمونه 5P20یعنی ۵٪ خطا در ۲۰ برابر جریان نامی که CTهای حفاظتی بر پایه استاندارد IEC به گونه 5P و 10P می‌باشند (5P10,5P20, 5P30) و) 10P10. 10P20, 10P30.
CTها دارای چند نوع خطا می‌باشند:
1. خطای نسبت تبدیل
2. خطای زاویه: PHASE DISPLUCEMENT: ناهمسانی زاویه و ثانویه CT با نگهداشت نسبت تبدیل خطای زاویه است.
3. CTهای حفاظتی دارای خطای ترکیبی می‌باشند. برای نمونه خطای آمیختاری CT نوع 20P ۵ برابر۵٪ است.
4. CTهای حفاظتی دارای خطای ALF می‌باشند. (ACURRACY LIMIT FACTER) یعنی تاچند برابر جریان نامی CT نباید خطای CT از حد گارانتی فراتر رود برای نمونه خطای ALF در CT 20 p 5 برابر ۲۰ می‌باشند.

## بن مایه
1. ↑  Heathcote, Martin. J & P کتاب ترانس. Newnes, 2011.
2. ↑  Fleming, John Ambrose. ترانس جریان متناوب در نظریه و عمل. القای جریان الکتریکی. Vol. 1. "برق کار" printing and publishing Company, limited, 1896.
3. ↑  Fleming, John Ambrose. The Alternate Current Transformer in Theory and Practice: The induction of electric currents. Vol. 1. " The Electrician" printing and publishing Company, limited, 1896.